# Origin of Symmetry
Origin of Symmetry er det andet studiealbum fra det engelske rockband Muse. Albummet blev udgivet d. 17. juli 2001 af Mushroom Records. Der er udgivet fire singler fra albummet.

## Spor
Al musik komponeret af Matthew Bellamy, bortset fra "Feeling Good" af Leslie Bricusse og Anthony Newley.
| Nr.           | Titel            | Længde |
| ------------- | ---------------- | ------ |
| 1.            | "New Born"       | 6:03   |
| 2.            | "Bliss"          | 4:12   |
| 3.            | "Space Dementia" | 6:20   |
| 4.            | "Hyper Music"    | 3:21   |
| 5.            | "Plug In Baby"   | 3:39   |
| 6.            | "Citizen Erased" | 7:19   |
| 7.            | "Micro Cuts"     | 3:38   |
| 8.            | "Screenager"     | 4:20   |
| 9.            | "Dark Shines"    | 4:47   |
| 10.           | "Feeling Good"   | 3:19   |
| 11.           | "Megalomania"    | 4:38   |
| Total længde: | Total længde:    | 51:41  |